# Pinocchio (film d'animation, 2022)
Pour les articles homonymes, voir Pinocchio et Pinocchio (homonymie).
Ne doit pas être confondu avec Pinocchio (film, 2022).
Pour plus de détails, voir Fiche technique et Distribution.
Pinocchio, également intitulé Pinocchio par Guillermo del Toro (Guillermo del Toro's Pinocchio), est un film américano-franco-mexicain d'animation en stop motion coréalisé par Guillermo del Toro et Mark Gustafson (de), sorti en 2022. Il s'agit d'une adaptation cinématographique du conte Les Aventures de Pinocchio de Carlo Collodi, plus particulièrement sur l'illustration de Gris Grimly (en) de la réédition parue en 2002.
Le film marque les débuts de Guillermo del Toro dans la réalisation de longs métrages d'animation. Il est produit par The Jim Henson Company et ShadowMachine (en). Il met en vedette les voix de Gregory Mann, Ewan McGregor, Tilda Swinton, Christoph Waltz, Ron Perlman et David Bradley.
Le film est présenté en avant-première mondiale le 15 octobre 2022 au festival du film de Londres. Il connaît ensuite une sortie limitée dans les cinémas de certains pays puis il est diffusé dans le monde entier sur Netflix.
Le film reçoit un accueil critique globalement très positif. Il obtient plusieurs distinctions et remporte notamment l'Oscar, le BAFTA et le Golden Globe du meilleur film d'animation.

## Synopsis
En Italie, avant que Geppetto fasse Pinocchio, il perd son fils, Carlo, lors d'un bombardement aérien intempestif des forces autrichiennes sur l'église de leur village durant la Grande Guerre. Geppetto honore sa mémoire en plantant une pomme de pin, que Carlo avait trouvée pour lui, près de sa tombe et passe les vingt années suivantes à pleurer sa perte tandis que le monde est en train de changer.
En 1936, un criquet anthropomorphe et écrivain, nommé Sebastian J. Cricket, élit domicile dans le pin avec l'intention d'écrire un livre basé sur sa jeunesse. Il découvre Geppetto, ivre, en train de pleurer sur la tombe. Après avoir vu des esprits non loin de là, il décide de continuer l'écriture mais Gepetto coupe ensuite l'arbre dans un accès de rage afin de fabriquer un nouveau fils avec son bois. Il s'évanouit, laissant la marionnette inachevée. Les esprits se réunissent pour faire apparaitre l'Esprit de la forêt qui lui donne vie et le baptise Pinocchio. L'Esprit rencontre aussi Sebastian et promet de lui exaucer un souhait — qu'il entend utiliser pour devenir un écrivain célèbre — s'il accepte la mission de guider Pinocchio.
Geppetto, en se réveillant, découvre que sa création, Pinocchio, est vivante et l'enferme dans un placard pendant qu'il va à l'église, mais celui-ci le suit bien que Sebastian l'ait prévenu, effrayant les villageois. Le lendemain, sous la contrainte du Podestat de leur village, Geppetto envoie Pinocchio à l'école, mais la marionnette est interceptée par le comte Volpe, un ancien aristocrate devenu directeur de cirque, et son singe interprète, Spazzatura, qui avait parlé à Volpe de Pinocchio après avoir vu ce dernier alors qu'il plaçait des affiches du spectacle dans tout le village.
Volpe convainc Pinocchio de rejoindre son cirque et lui présente un contrat qu'il signe en dessinant un soleil. Geppetto arrive pour le ramener à la maison après avoir appris qu'il a séché les cours, et mais la confrontation entre Volpe et lui cause la chute de Pinocchio sur la route, où il est heurté par le camion du Podestat, le tuant.
Pinocchio se réveille dans l'au-delà où il rencontre des Lapins noir, jouant au poker. Il est ensuite envoyé à travers les portes, par les Lapins, pour rencontrer la Mort, la sœur de l'Esprit de la forêt. Elle explique à Pinocchio qu'il est immortel et qu'il reviendra dans le royaume des mortels une fois qu'un sablier aura coulé, avertissant que le temps qu'il passera dans l'au-delà augmentera à chaque fois qu'il reviendra.
De retour dans le royaume des mortels et après que Gepetto l'a traité de « fardeau », Pinocchio décide de rejoindre le cirque de Volpe, à la fois pour gagner de l'argent pour Geppetto et pour éviter d'être enrôlé dans l'armée italienne par le strict Podestat, celui-ci ayant déclaré qu’il est le soldat parfait dû à son immortalité. Il enferme Sebastian dans un verre afin qu'il ne le suive pas dans son voyage. Récupéré par Gepetto, Sebastian lui fait la morale sur ce qu'il a dit à Pinocchio et que cela lui a fait mal au cœur de s'être fait traiter de fardeau. Comprenant ses mots, les deux partent en quête pour le récupérer mais ils le ratent de peu à chaque fois. Alors que Pinocchio et le Comte partent en mer, Gepetto et Sébastian récupèrent un bateau pour les suivre mais se font avaler par un chien de mer.
Alors que pendant leur tournée, Volpe garde secrètement l'argent de Gepetto pour lui et Spazzatura dévoile, avec ses marionnettes, la trahison de Volpe à Pinocchio afin être de nouveau la star du cirque. Lorsque Volpe le découvre, il frappe Spazzatura par colère jusqu'à ce que Pinocchio tente de le défendre.
Au cours d'une de ses performances, Pinocchio chante une parodie, écrite par Volpe et chargée d’humour pipi caca, d'une chanson patriotique au Premier ministre Benito Mussolini pour se venger de ses abus à la fois sur Spazzatura et sur le fait que son père n'ait pas reçu l'argent. Cependant, il est sommairement exécuté par le garde du corps de Mussolini. Une fois revenu dans l’au-delà, la Mort en profitant du temps du sablier pour expliquer à Pinocchio que l'immortalité est un fardeau pour lui car il verra sa famille et ses amis mourir.
Il est de nouveau ressuscité pour se retrouver emmené par le Podestat dans un camp d'entraînement où d'autres petits garçons sont entraînés à combattre pour la guerre. Pinocchio se lie d'amitié avec le fils du Podestat, La Mèche, qui à la fois harcelée Pinocchio avant et peur de décevoir son père et d'être considéré comme faible. Les deux participent à un jeu d'appropriation d'un champ de guerre entre deux camps. Finalement, les deux amis qui étaient capitaines décident de gagner tous les deux. Le Podestat, déçu, demande à son fils d'exécuter son ami pour prouver qu'il n'ai pas un trouillard, mais sur les conseils de Pinocchio, La Mèche tient tête à son père. Soudain, le camp d'entraînement est bombardé tuant alors l’hypocrite Podestat, qui voulait essayé de s'échapper du bombardement. L'explosion de la bombe provoque la séparation des garçons, Pinocchio est projeté en l'air par l'explosion tandis que La Mèche et les autre garçons s’enfuient.
Pinocchio parvient à s'échapper et est capturé par Volpe, qui tente de le brûler pour se venger d'avoir ruiné son cirque. Il est arrêté lorsque Spazzatura, las des abus de Volpe, l'attaque. Ils tombent alors d'une falaise et Volpe est tué à l'impact tandis que Spazzatura est sauvé par Pinocchio. Peu de temps après, ils sont avalés par le monstre marin et retrouvent Geppetto et Sebastian dans son estomac.
Grâce a une idée de Sebastian, Pinocchio ment pour faire pousser son nez, formant ainsi un pont menant hors de l'évent du monstre. Au moment où ils s'échappent, le monstre tente à nouveau de les manger, obligeant Pinocchio à se sacrifier en faisant exploser une mine navale que le monstre est en train d'avaler. En rencontrant à nouveau la Mort, Pinocchio demande à être renvoyé tôt afin qu'il puisse sauver Geppetto de la noyade, bien que cela le rendra mortel, bien qu'il insiste et brise le sablier pendant que la Mort lui dit de chérir le temps qu'il passera avec son père et ses amis. Après avoir sauvé Geppetto, Pinocchio meurt, noyé alors qu'il tente de sauver son père.
Se réveillant sur une plage, Gepetto retrouve Pinocchio mais se rend compte qu'il ne vit plus. Essayant de le réveiller sans succès, il s'effondre en larmes. L'Esprit de la forêt réapparaît, voulant lui dire qu’elle voulait lui donner de la joie, attristée de voir Geppetto perdre de nouveau un enfant. Geppetto souhaite qu'elle le réveille mais l'Esprit lui dit qu'étant donné que Pinocchio est devenu un vrai petit garçon en le sauvant, elle ne peut pas le faire revenir, dû fait que les vrais petits garçons ne reviennent pas. Sebastian lui fait la morale en disant que Pinocchio a donné tant d'amour dans ce monde et à ceux qui ont le plus compté pour lui que ça lui faisait déjà de lui un véritable petit garçon bien qu'il restera à jamais une marionnette. Sebastian a même admis qu'il lui a fait défaut mais qu'il a quand même essayé de guider et d'instruire Pinocchio du mieux possible, Pinocchio l’avais instruit à son tour. L'Esprit comprenant ses mots demande quel souhait il veut faire. Sébastian utilise son souhait pour ramener Pinocchio à la vie, ce qu'elle fait. Avant qu'il se réveille, Geppetto dit à Pinocchio qu'il est désolé de ne l'avoir jamais compris auparavant, et lui demande de ne jamais être Carlo ou quelqu'un d'autre, mais d'être toujours lui-même, ce que Pinocchio accepte avec plaisir et l’Esprit disparaît par la suite.
Pinocchio et les autres rentrent chez eux pour vivre en famille. Cependant, comme la Mort l'a dit à Pinocchio, il parvient à survivre à tous ses proches alors que Geppetto, Sebastian et Spazzatura meurent avec le temps. Désormais seul, Pinocchio, qui pourrait mourir un jour, malgré tout, décide de profiter de partir vers des contrées inconnues afin de vivre sa vie…
Entre-temps, dans l'au-delà, les Lapins noirs demandent à Sebastian, qui leur racontait l’histoire, d'arrêter de parler de sa vie et de continuer à jouer. Sebastian, décide de maintenant chantai finalement sa chanson qu'il n'a pas pu jouer à Pinocchio ou à Geppetto pendant l'histoire.

## Fiche technique
Sauf indication contraire, les informations mentionnées dans cette section peuvent être confirmées par la base de données cinématographiques IMDb,  présente dans la section « Liens externes ».
- Titre original : Pinocchio
- Titre original complet : Guillermo del Toro's Pinocchio
- Titre français complet : Pinocchio par Guillermo del Toro
- Réalisation : Guillermo del Toro et Mark Gustafson (de)
- Scénario : Guillermo del Toro, Patrick McHale, d'après une histoire de Guillermo del Toro et Matthew Robbins, d'après Les Aventures de Pinocchio de Carlo Collodi
- Décors : Samantha Levy et Laura Savage
- Photographie : Frank Passingham
- Musique : Alexandre Desplat[1]
- Direction artistique : Andy Berry et Robert DeSue
- Production : Alexander Bulkley (en), Corey Campodonico, Daniel Radcliffe, Guillermo del Toro, Lisa Henson (en) et Gary Ungar (en)
  - Production déléguée : Jason Lust
- Sociétés de production : Pathé Films, Necropia Entertainment, Netflix Animation, ShadowMachine (en), Double Dare You Productions, El Taller del Chucho et The Jim Henson Company
- Société de distribution : Netflix
- Budget : 35 millions de dollars[2]
- Pays de production :  États-Unis,  Mexique,  France
- Langue originale : anglais
- Format : couleur
- Genres : animation, drame, fantastique et film musical
- Durée : 114 minutes
- Dates de sortie[3] :
  - Royaume-Uni : 15 octobre 2022 (avant-première au festival de Londres)
  - France : 22 octobre 2022 (Festival Lumière)
  - États-Unis : 9 novembre 2022 (sortie limitée en salles)
  - Monde : 9 décembre 2022 (sur Netflix)
- Classification[4] :
  - États-Unis : PG

## Distribution
Sauf indication contraire, les informations mentionnées dans cette section peuvent être confirmées par la base de données cinématographiques IMDb,  présente dans la section « Liens externes ».
- Gregory Mann (VF : Gaël Raës) : Pinocchio / Carlo[5].
- Ewan McGregor (VF : Michel Lerousseau) : Sebastian J. Cricket, le narrateur[5]
- David Bradley (VF : Pierre Santini) : Geppetto[5]
- Christoph Waltz (VF : Jacques Verzier) : le comte Volpe[N 1],[5]
- Tilda Swinton (VF : Anne Alvaro) : l’Esprit de la forêt / la Mort
- Ron Perlman (VF : Thierry Hancisse) : le Podestat[5]
- Cate Blanchett (VF : Déborah Perret) : le singe Spazzatura[5]
- Finn Wolfhard (VF : Aloïs Agaësse-Mahieu) : La Mèche (Candlewick en VO)
- Burn Gorman (VF : Jérémy Prévost) : le Prêtre
- John Turturro : le Dottore
- Tim Blake Nelson : les Lapins noirs
- Tom Kenny : Benito Mussolini, le bras-droit de Mussolini et le capitaine du bateau

## Production

### Développement
En 2008, Guillermo del Toro annonce que son prochain projet, Pinocchio, est en cours de développement.
Le 17 février 2011, il est annoncé que Gris Grimly (en) et Mark Gustafson (de) vont coréaliser un film d'animation Pinocchio en stop motion écrit par Guillermo del Toro et Matthew Robbins, basé sur les plans de Grimly (en), avec une production de Guillermo del Toro en collaboration avec The Jim Henson Company et Pathé.
Le 17 mai 2012, Guillermo del Toro prend finalement la relève de Gris Grimly. Le 30 juillet 2012, il est annoncé que le film sera produit et animé par ShadowMachine (en).
Le 23 janvier 2017, il est annoncé que Patrick McHale va coécrire le scénario avec Guillermo del Toro.
Le 31 août 2017, Guillermo del Toro déclare à IndieWire que le film nécessite 35 millions de dollars sans quoi il sera annulé. Le 22 octobre 2018, Netflix acquiert les droits de distribution.

### Écriture

Le roman Frankenstein de Mary Shelley a inspiré l'ambiance gothique du film.

Lors d'une entrevue avec Vanity Fair, del Toro déclare être intrigué par les ressemblances entre le roman de Carlo Collodi, et celui de Frankenstein écrit par Mary Shelley : « Ils parlent tous les deux d'un enfant jeté au monde. Ils sont tous les deux créés par un père qui s'attend ensuite à ce qu'ils découvrent par eux-mêmes ce qui est bien, ce qui est mal, l'éthique, la morale, l'amour, la vie et l'essentiel. Je pense que c'était, pour moi, l'enfance. Vous devez découvrir tout ça avec votre expérience très limitée. »,.
Le comte Volpe est un amalgame entre le loup (en), le chat (en), et le marionnettiste Mangiafuoco (en). L'intrigue du Cocher (en) est délaissée pour devenir celle du Podestat.
Contrairement à la plupart des adaptations, les événements ne se déroulent pas dans un cadre merveilleux, mais prennent place dans une Italie des années 1930, qui sous Benito Mussolini,  voit la montée du fascime (en),. Del Toro retrouve ainsi une thématique déjà présente dans les films L'Échine du Diable (2001) et Le Labyrinthe de Pan, qui dépeignaient la guerre d'Espagne.

### Distribution des rôles

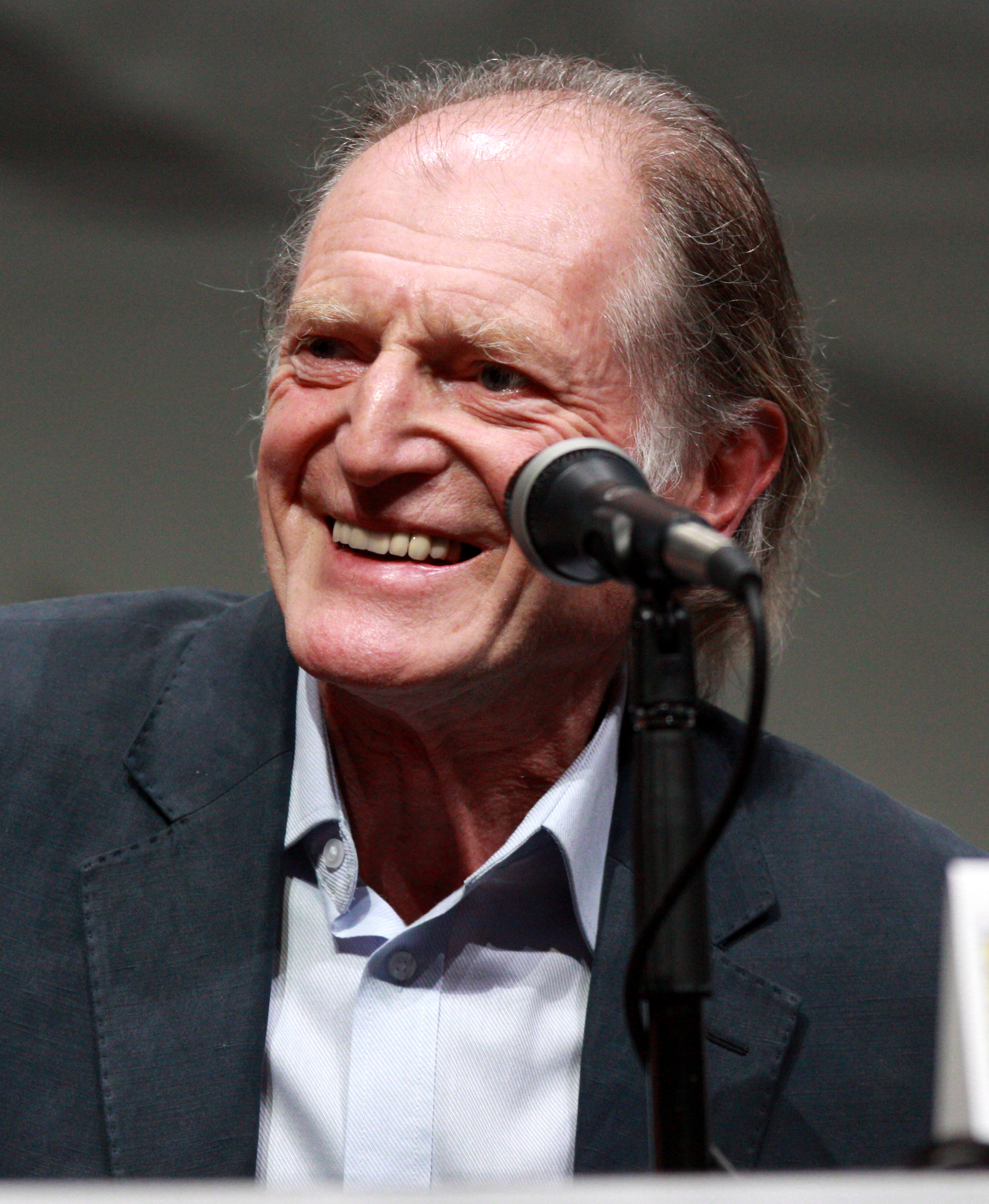
Fidèle de del Toro depuis le milieu des années 2010, David Bradley campe le sculpteur sur bois Geppetto.

Le 31 janvier 2020, il est annoncé que Ron Perlman, Tilda Swinton, Ewan McGregor, Christoph Waltz et David Bradley rejoignent le casting vocal du film.
Ron Perlman est un habitué des films de Guillermo del Toro depuis le film Cronos.
Il s'agit de la troisième collaboration entre Bradley et del Toro après les séries The Strain (2014-2017) et Les Contes d'Arcadia (2016-2021),. Del Toro décrit la palette vocale du comédien : « C'est un acteur qui a une sonorité aisément identifiable[...]Il passe très vite de l'aigu au grave[...]il a presque une qualité musicale. »,.
Au sujet de McGregor, les sessions d'enregistrement sont considérées comme les meilleures que del Toro a pu connaitre, de ce fait, le personnage de Sebastian a été mis en avant, devenant notamment le narrateur du film.
Après le tournage de Nightmare Alley (2021), Blanchett a exprimé son souhait de jouer de nouveau pour Del Toro, et le seul rôle encore disponible était celui du singe Sprezzatura. Tim Blake Nelson est également apparu dans Nightmare Alley, tandis que Burn Gorman a joué dans Pacific Rim  (2013) et Crimson Peak 2015,.
Le personnage du comte Volpe, est décrit comme étant « fastueux, cosmopolite et charismatique », un « homme du monde ». Il devait avoir un accent et savoir prononcer des mots en français, italien ou allemand sans faire de faute. Seul l'acteur germano-autrichien Christoph Waltz est venu à l'esprit de del Toro.

### Tournage
Le tournage du film a commencé à Guadalajara, au Mexique, et à Portland, en Oregon, le 31 janvier 2020[réf. nécessaire].
Guillermo del Toro tourne en parallèle le film en prise de vues réelles Nightmare Alley. Les deux projets sont stoppés en mars 2020, en raison de la pandémie de Covid-19. Dans une interview pour Indiewire, le réalisateur-scénariste espère que tout devrait reprendre à l'automne 2020. Il explique avoir écrit un protocole de 80 pages pour la sécurité sanitaire sur les plateaux des deux films.

### Musique
Albums de Alexandre Desplat
The Lost King
(2022) Barbie
(2023)
Nick Cave déclare le 23 août 2012 qu'il sera le compositeur de la musique du film. Finalement, en janvier 2020, Alexandre Desplat est annoncé à musique du film, ainsi que pour écrire des chansons originales. Ce film marque la troisième collaboration entre Alexandre Desplat et Guillermo del Toro, après Chasseurs de trolls : Les Contes d'Arcadia et La Forme de l'eau (2017).
| Liste des titres | Liste des titres           | Liste des titres         | Liste des titres | Liste des titres | Liste des titres | Liste des titres | Liste des titres | Liste des titres | Liste des titres |
| No               | Titre                      | Interprète               | Durée            |                  |                  |                  |                  |                  |                  |
| ---------------- | -------------------------- | ------------------------ | ---------------- | ---------------- | ---------------- | ---------------- | ---------------- | ---------------- | ---------------- |
| 1.               | Better Tomorrows           | Ewan McGregor            | 4:16             |                  |                  |                  |                  |                  |                  |
| 2.               | Carlo's Theme              | Alexandre Desplat        | 2:10             |                  |                  |                  |                  |                  |                  |
| 3.               | My Son                     | David Bradley            | 2:48             |                  |                  |                  |                  |                  |                  |
| 4.               | Going to Town              | Desplat                  | 3:11             |                  |                  |                  |                  |                  |                  |
| 5.               | The Pine Cone              | Desplat                  | 2:07             |                  |                  |                  |                  |                  |                  |
| 6.               | Sebastian J Cricket        | Desplat                  | 3:38             |                  |                  |                  |                  |                  |                  |
| 7.               | Geppetto’s Creature        | Desplat                  | 4:48             |                  |                  |                  |                  |                  |                  |
| 8.               | Everything Is New to Me    | - Gregory Mann - Bradley | 2:19             |                  |                  |                  |                  |                  |                  |
| 9.               | The Circus                 | Desplat                  | 2:23             |                  |                  |                  |                  |                  |                  |
| 10.              | Pinocchio                  | Desplat                  | 1:42             |                  |                  |                  |                  |                  |                  |
| 11.              | We Were a King Once        | Christoph Waltz          | 2:34             |                  |                  |                  |                  |                  |                  |
| 12.              | Spazzatura                 | Desplat                  | 2:56             |                  |                  |                  |                  |                  |                  |
| 13.              | A Wooden Boy               | Desplat                  | 2:21             |                  |                  |                  |                  |                  |                  |
| 14.              | Memory of Carlo            | Desplat                  | 1:57             |                  |                  |                  |                  |                  |                  |
| 15.              | Friendship With Candlewick | Desplat                  | 1:25             |                  |                  |                  |                  |                  |                  |
| 16.              | Ciao Papa                  | Mann                     | 2:48             |                  |                  |                  |                  |                  |                  |
| 17.              | Resurrection               | Desplat                  | 1:41             |                  |                  |                  |                  |                  |                  |
| 18.              | Pinocchio Has Left         | Desplat                  | 1:57             |                  |                  |                  |                  |                  |                  |
| 19.              | Small Lies                 | Desplat                  | 0:49             |                  |                  |                  |                  |                  |                  |
| 20.              | Fatherland March           | Mann                     | 1:36             |                  |                  |                  |                  |                  |                  |
| 21.              | In the Army                | Desplat                  | 0:49             |                  |                  |                  |                  |                  |                  |
| 22.              | Pinocchio Soldier          | Desplat                  | 2:17             |                  |                  |                  |                  |                  |                  |
| 23.              | Volpe’s Charm              | Desplat                  | 1:37             |                  |                  |                  |                  |                  |                  |
| 24.              | To Catania                 | Desplat                  | 1:41             |                  |                  |                  |                  |                  |                  |
| 25.              | The Blue Fairy             | Desplat                  | 2:31             |                  |                  |                  |                  |                  |                  |
| 26.              | The Late Lamented          | Tim Blake Nelson         | 2:17             |                  |                  |                  |                  |                  |                  |
| 27.              | The Sphinx                 | Desplat                  | 1:39             |                  |                  |                  |                  |                  |                  |
| 28.              | Capice                     | Desplat                  | 1:59             |                  |                  |                  |                  |                  |                  |
| 29.              | Pinocchio's Solitude       | Desplat                  | 0:58             |                  |                  |                  |                  |                  |                  |
| 30.              | Il Duce                    | Desplat                  | 1:03             |                  |                  |                  |                  |                  |                  |
| 31.              | My Bubblegum               | Mann                     | 1:44             |                  |                  |                  |                  |                  |                  |
| 32.              | Paint Battle               | Desplat                  | 2:37             |                  |                  |                  |                  |                  |                  |
| 33.              | The Dogfish                | Desplat                  | 0:46             |                  |                  |                  |                  |                  |                  |
| 34.              | Shoot the Puppet           | Desplat                  | 5:55             |                  |                  |                  |                  |                  |                  |
| 35.              | The Mine                   | Desplat                  | 2:15             |                  |                  |                  |                  |                  |                  |
| 36.              | Papa!                      | Desplat                  | 0:49             |                  |                  |                  |                  |                  |                  |
| 37.              | Big Lies                   | Desplat                  | 2:19             |                  |                  |                  |                  |                  |                  |
| 38.              | Saving Geppetto            | Desplat                  | 1:14             |                  |                  |                  |                  |                  |                  |
| 39.              | Pinocchio's Choice         | Desplat                  | 1:37             |                  |                  |                  |                  |                  |                  |
| 40.              | Big Baby II Duce March     | Mann                     | 1:36             |                  |                  |                  |                  |                  |                  |
| 41.              | Farewell to Geppetto       | Desplat                  | 0:23             |                  |                  |                  |                  |                  |                  |
| 84:31            |                            |                          |                  |                  |                  |                  |                  |                  |                  |

## Sortie et accueil

### Dates de sortie
Le 6 novembre 2018, Netflix fixe la date de sortie à 2021. En août 2022, il est précisé que le film sortira finalement le 9 décembre 2022 sur la plateforme.
Auparavant, Pinocchio par Guillermo del Toro est présenté en avant-première au festival du film de Londres le 15 octobre 2022, puis au Festival Lumière de Lyon le 22 octobre 2022. Il connait une sortie limitée dans les salles américaines dès le 9 novembre 2022. Le film fait l’ouverture du 19e festival international du film de Marrakech le 11 novembre 2022.

### Accueil critique
Sur l’agrégateur de critiques Rotten Tomatoes, le film obtient 97 % d'avis favorables pour 269 critiques et une note moyenne de 8,3⁄10. Sur Metacritic, il obtient une note moyenne de 79⁄100 pour 49 critiques.

## Making-of
En parallèle à la diffusion du film, Netflix propose Pinocchio par Guillermo del Toro : Dans l'atelier d'un cinéaste. Il s'agit d'un making-of d'une trentraine de minutes sur la conception du film.

## Distinctions

### Récompenses
- BAFTA 2023 : meilleur film d'animation
- Golden Globes 2023 : meilleur film d'animation
- Oscars 2023 : meilleur film d'animation

### Nominations
- Golden Globes 2023 : meilleure musique de film et meilleure chanson originale pour Ciao Papa